# ما مينغيو
ما مينغيو (بالصينية: 马明宇)، من مواليد 4 فبراير 1970، لاعب كرة قدم صيني سابق.
لعب مينغيو مع منتخب الصين لكرة القدم المشارك في كأس العالم لكرة القدم 2002، وكان منغيو قد لعب مع أندية غوانغدونغ هونغيان وسوشوان غوانتشينغ.

## روابط خارجية
- ما مينغيو على موقع الاتحاد الدولي (مؤرشف)  (الإنجليزية)
- ما مينغيو على موقع قاعدة بيانات كرة القدم.إي يو (الإنجليزية)
- ما مينغيو على موقع ناشيونال فوتبول تيمز (الإنجليزية)